# Negro de humo

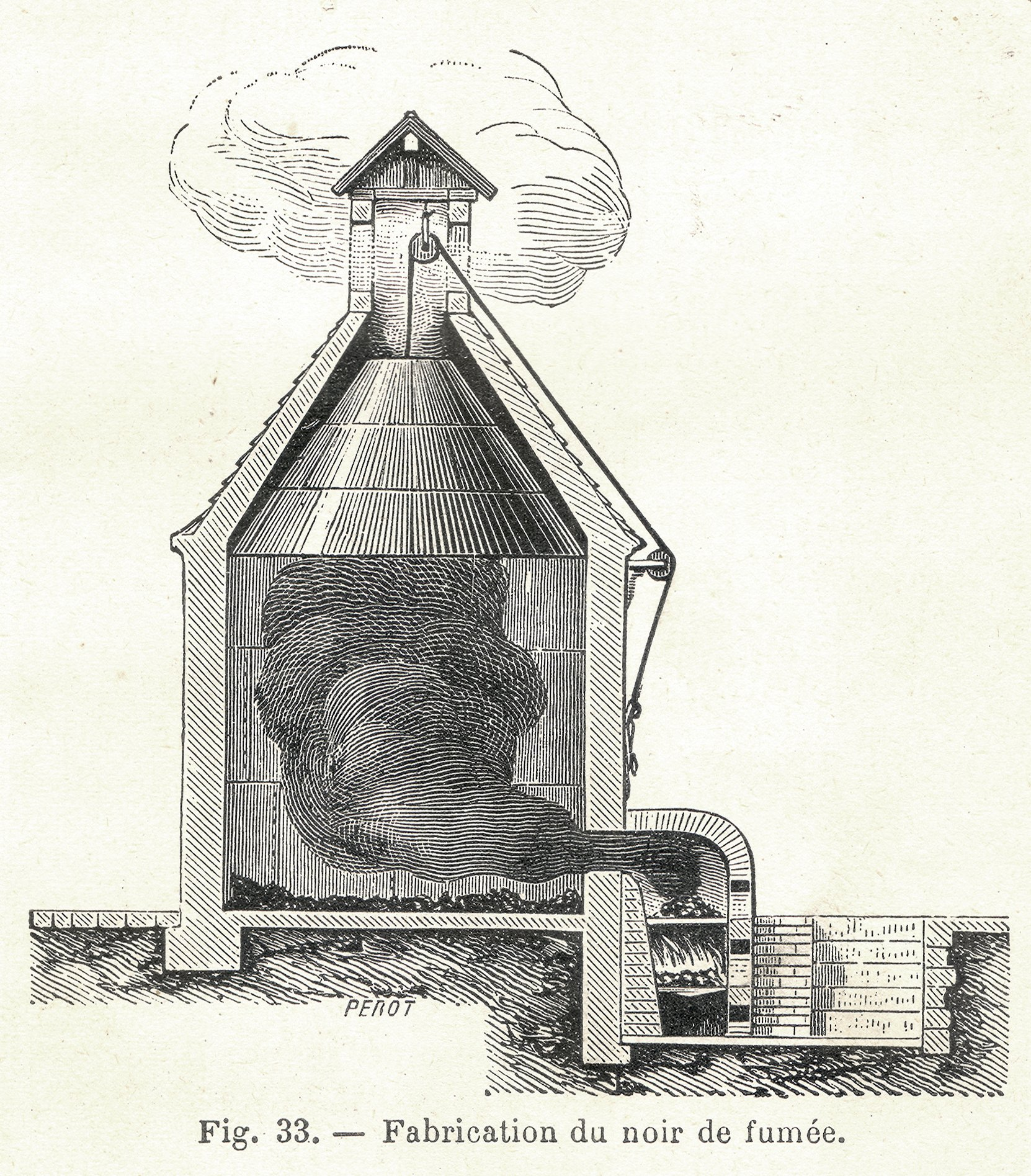
Fabricación de negro de humo a partir de la combustión de resinas, grabado de un libro de química francés de 1906. Muestra el método empleado durante el siglo XIX, donde se recogía el negro de humo en la superficie interna de un cono de metal. El cono podía hacerse descender mediante una polea, raspando el hollín de las paredes de la cámara para que se acumulara en el suelo.

El negro de humo o negro de hollín es un pigmento compuesto mayormente de carbono, que se obtiene mediante la combustión incompleta de diferentes materiales, como aceites, grasas, brea, hulla, maderas resinosas, plantas o gas.
El negro de humo forma parte de un conjunto de pigmentos negros basados en carbono, de los cuales es el más utilizado. Su uso se remonta a la Prehistoria. Es muy cubriente y estable ante la luz.

## Usos
El pigmento negro de humo se ha utilizado para fabricar pinturas para artistas, tintas de imprenta y tinta china.

## Variedades

### Negro de humo
El método más antiguo para la obtención de este pigmento consiste en quemar directamente maderas resinosas, aceites, grasas o resinas, en lo posible limitando el aporte de aire a fin de que la combustión no sea completa y que el carbono del material que está siendo quemado no se oxide; esto genera un humo negro que se deposita sobre una superficie fría (tradicionalmente de metal) en la cual queda adherido el hollín, que luego se recoge por raspado. Este hollín se caracteriza por presentar un particulado relativamente grueso y porque el carbono se encuentra en él mezclado con sustancias bituminosas, lo que no lo hace del todo apto para ciertas técnicas de pintura; por este motivo se han desarrollado otros procedimientos para obtener negros de humo más puros y más finamente particulados.
Ocasionalmente se producía negro de humo quemando hulla, pero el pigmento resultante era de un granulado aún más grueso que en el caso anterior, y sus aplicaciones eran todavía más limitadas.
El color «negro de humo» corresponde al del hollín obtenido quemando madera de abedul pubescente. Es casi completamente negro, con un matiz rojo naranja. A la derecha puede verse una muestra de este color.

### Negro bujía
El negro bujía o negro de lámpara es una variedad de negro de humo que se elaboraba antiguamente mediante velas de cera o lámparas de mecha que se encendían en cámaras de hollín. Con este procedimiento se consigue un negro de humo compuesto de carbono casi puro, con pocos componentes orgánicos y alquitrán, y de grano más fino, que además conserva el excelente poder cubriente y colorante que caracteriza a este grupo de pigmentos.
El color negro bujía usado actualmente en pintura artística sigue estando compuesto de carbono casi puro. A la derecha se provee una muestra aproximada de su coloración. Tiene un tinte azulado que se hace evidente al aclararlo con blanco, como se ve en la muestra bajo estas líneas.
|                      | Negro bujía aclarado |
| HTML                 | #27444F              |
| Modelo de color CMYK | (85, 55, 50, 0)      |
| RGB                  | (39, 68, 79)         |
| HSV                  | (196°, 51 %, 31 %)   |
| Referencia           | [ 4 ]                |

#### Nomenclatura
Denominación en el Índice internacional del color
- Pigment Black 7
- CI 77266[8]

Nombres en otros idiomas
- En inglés: lamp black; lamp-black
- En alemán: Lampenschwarz
- En finés: lamppumusta
- En francés: noir de bougie
- En italiano: nero di lampada
- En neerlandés: lampenzwart[8]

### Negro de humo de gas
El negro de humo de gas, similar al anterior, se obtuvo por primera vez en 1864 en Estados Unidos por medio de un procedimiento cuyo propósito era conseguir un hollín de una granulometría más fina, más adecuado para la pintura a la acuarela. Hacia 1884 ya era ampliamente usado. Consistía en dirigir una llama de gas natural hacia unos tambores de metal enfriados, lo que producía que sobre la superficie de los mismos se fuese acumulando una capa de hollín, la cual era raspada automáticamente por unas espátulas. El resultado era un pigmento negro inalterable.